# Nazaré do Piauí

Nazaré do Piauí é um município brasileiro do estado do Piauí, situada na microregião do Vale dos Rios Piauí e Itaueiras. Sua sede fica localizada a 270 km da capital piauiense, Teresina. Em 2022, sua população foi recenseada em 6.665 habitantes e seu território possui área de 125211 km².

## História
As terras que compõem o contemporâneo município de Nazaré do Piauí eram habitadas por indígenas chamados genericamente pelos portugueses como nação tapuia, que tradicionalmente ocupavam a região entre o rio Parnaíba, com destaque para as etnias Aranhês e Goarás, e as cabeceiras do rio Piauí, com destaque para os povos Araiês e Acumês, conforme relatos de cronistas portugueses do final do século XVII, principalmente do padre lusitano Miguel de Carvalho.
A localização dessas terras nas proximidades do rio Piauí foi estratégica para a colonização portuguesa do então chamado Sertão do Piauí, a última região do Nordeste que veio a ser colonizada por Portugal, principalmente com a criação da Freguesia da Nossa Senhora da Vitória do Sertão do Piauí (futura Capitania de São José do Piauí) em 1697, quando os interesses econômicos associados com a expansão da criação do gado e da monocultura da cana-de-açucar incentivaram o avanço sobre os territórios em que os indígenas ainda resistiam à invasão portuguesa, até que esta fosse conquistada, após guerras sangrentas que resultaram na morte e extermínio de inúmeros habitantes locais, pelo colonizador Domingos Afonso Sertão, português nascido na cidade de Mafra e, por isto, apelidado de Domingos Afonso Mafrense.
Por serem cortadas pelo referido curso d'água e tendo expulsado os indígenas resistentes à invasão lusitana, os portugueses decidiram estabelecer na região missões e fazendas de gado administradas inicialmente pelos padres jesuítas vinculados ao Colégio da Bahia, os quais foram assimilando culturalmente os indígenas sobreviventes. As terras do futuro município de Nazaré do Piauí ficaram localizadas dentro de um desses estabelecimentos, chamado de Fazenda Algodões, onde futuramente veio a ser construída a sede municipal.
No século seguinte, os portugueses passaram a enviar para a Fazenda Algodões um grande fluxo de população escravizada africana, remanejando os que se encontravam na Vila de Oeiras, para servir como mão-de-obra na propriedade rural. Nesse período, a região se tornaria historicamente relevante pelo fato de ter uma escravizada nascida na Fazenda Algodões chamada Esperança Garcia que se tornou a primeira mulher brasileira a atuar como advogada, quando escreveu e enviou ao governador da Capitania do Piauí uma petição. Nesta peça jurídica, ela utilizou uma argumentação baseada no direito canônico vigente na época para toda a população, denunciando maus-tratos a ela e seus filhos e requerendo medidas de proteção a essa violência como a sua mudança da fazenda Data Poções, situada nas terras do atual município de Isaías Coelho, e seu retorno à Algodões, de acordo com o reconhecimento feito futuramente pelo Conselho Federal da Ordem dos Advogados do Brasil.
De acordo com a memória local, durante as grandes secas que ocorreram entre as décadas de 1870 e 1880, o espaço territorial da Fazenda Algodões recebeu um grande fluxo de pessoas de locais mais afetados pela estiagem, o que levou a população local a recorrer à religiosidade, diante da precariedade da atuação estatal, tendo sido construída nessa época a capela de Nossa Senhora de Nazaré. A partir desta época, a região que era conhecida como "Fazenda Algodões" ou simplesmente "Algodões" passa a ser chamada também de "Nazaré".
A localidade somente seria elevada à categoria de cidade em 1955, quando foi criado o município de Nazaré do Piauí, desmembrado do município de Floriano.

## Geografia
O município de Nazaré do Piauí se encontra localizado à latitude 06°58'24" sul e à longitude 42°40'19" oeste, estando sua sede à altitude de 136 metros e possuindo um território que ocupa a área de 125211 km².
Este município abriga a Área de Proteção Ambiental (APA) estadual da Lagoa de Nazaré, uma unidade de conservação com área aproximada de 9.279,82 hectares. Criada em 1993, mas somente implantada em 2019, a APA Lagoa de Nazaré tem o objetivo de proteger o domínio vegetacional singular desse sítio ecológico caracterizado por uma ampla variação geomorfológica e de flora, além de servir como local de reprodução de muitas espécies, vitais para os ecossistemas presentes na região.

### Demografia
De acordo com o censo realizado pelo IBGE em 2022, a população nazarena era 6.665 habitantes com o seu território possuindo uma densidade demográfica de 5,07 habitante por quilômetro quadrado, o que confirma a tendência de urbanização da população brasileira pela redução demográfica associada ao êxodo rural e consequente crescimento das médias e grandes cidades. 
Deste modo, Nazaré do Piauí vem sofrendo uma redução de sua população em relação ao censo anterior de 2010, quando a população local foi recenseada em 7.321, em relação ao censo de 2000, quando a população local era de 7.805, e até mesmo em relação ao censo de 1991, quando a população nazarena era de 7.831 habitantes.

### Desenvolvimento Humano
O Índice de Desenvolvimento Humano municipal de Nazaré do Piauí é 0,576, em 2010. O município está situado na faixa de Desenvolvimento Humano com o índice Baixo.
Componentes do IDH do município em 2010:
- - Educação: 0,510;
  - Renda: 0,531;
  - Longevidade: 0,707.

## Organização Político-Administrativa
O Município de Nazaré do Piauí possui uma estrutura político-administrativa composta pelo Poder Executivo, chefiado por um Prefeito eleito por sufrágio universal e auxiliado pelos secretários municipais nomeados por ele, e pelo Poder Legislativo, institucionalizado pela Câmara Municipal de Nazaré do Piauí, órgão colegiado de representação dos munícipes que é composto por vereadores também eleitos por sufrágio universal.

### Atuais autoridades municipais nazarenas do Piauí
- Prefeito: Raimundo Nonato Costa "Nonato de Abilio" - PSD (2021/-)[16]
- Vice-prefeito: Antonio José dos Santos Filho "Té Filho" - PT (2021/-)[16]
- Presidente da Câmara: ignorado.

## Economia
De acordo com dados de 2017, o município de Nazaré do Piauí possuía um  Produto Interno Bruto (PIB) de R$ 48.5 milhões. Trata-se de uma economia dependente do setor de serviços, principalmente por contratações e vagas de trabalho estabelecidas pela administração pública e pelas pensões, aposentadorias e demais rendimentos pagos pelos Sistemas de Previdência e Assistência Social, responsáveis por 82% do PIB municipal.